# Лас-Росас-де-Вальдеарройо
Лас-Росас-де-Вальдеарройо (ісп. Las Rozas de Valdearroyo) — муніципалітет в Іспанії, у складі автономної спільноти Кантабрія. Населення — 283 осіб (2009).
Муніципалітет розташований на відстані близько 290 км на північ від Мадрида, 55 км на південь від Сантандера.
На території муніципалітету розташовані такі населені пункти: Ла-Агілера, Арройо, Бімон, Бустасур, Льяно, Ренедо, Лас-Росас (адміністративний центр), Вільянуева.

## Демографія
Динаміка населення (INE ):

## Галерея зображень

Розташування муніципалітету